# Kansuiryu Karate
Il Kansuiryu (寛 水流?) è uno stile di karate giapponese fondato da Yukio Mizutani e Kanji Inoki nel 1979.
È noto per la sua formazione full contact.

## Storia
Yukio Mizutani (水 谷 征夫, Yukio Mizutani) E Antonio Inoki (猪 木 寛 至, Kanji Inoki), Fonda il Kansuiryu Karate nella prefettura di Mie in Giappone del sud.
Da giovane Yukio Mizutani si recò ad Okinawa e ha studio lo stile di Matsubayashi Ryu Shorin-Ryu Karate sotto Shoshin Nagamine.
Al ritorno in Giappone Mizu Sensei iniziò ad insegnare karate e ben presto guadagnando una reputazione come un istruttore severo che esigeva impegno totale e incondizionato dai suoi studenti.
Studiare Karate con Mizu Sensei era davvero difficile ed il tasso di abbandono tra gli studenti era stata elevata.
Il Sensei Inoki "wrestler professionist"a addestrato da Karl Gotch ed esperto di karate, deve la sua fama ai combattimenti vibnti in Asia, Pakistan e Stati Uniti.
Oggi Inoki è famoso in Giappone come Muhammad Ali in Occidente (in realtà i due hanno combattuto una volta, il risultato è un pareggio scialbo).
Mizutani notò Inoki e immediatamente gli propose un incontro, ma tale lotta non ebbe mai luogo. 
I due capirono di avere molto in comune e divennero i creatori del Kansuiryu Karate, che trasferirono ai combattenti di karate più meritevoli, in Usa Victor Saikon, in Europa Fabio Martella, Andy Hug, Tomas Vincent.
Oggi in Giappone la scuola accetta solo su invito nuovi allievi.